# 테스트뮬

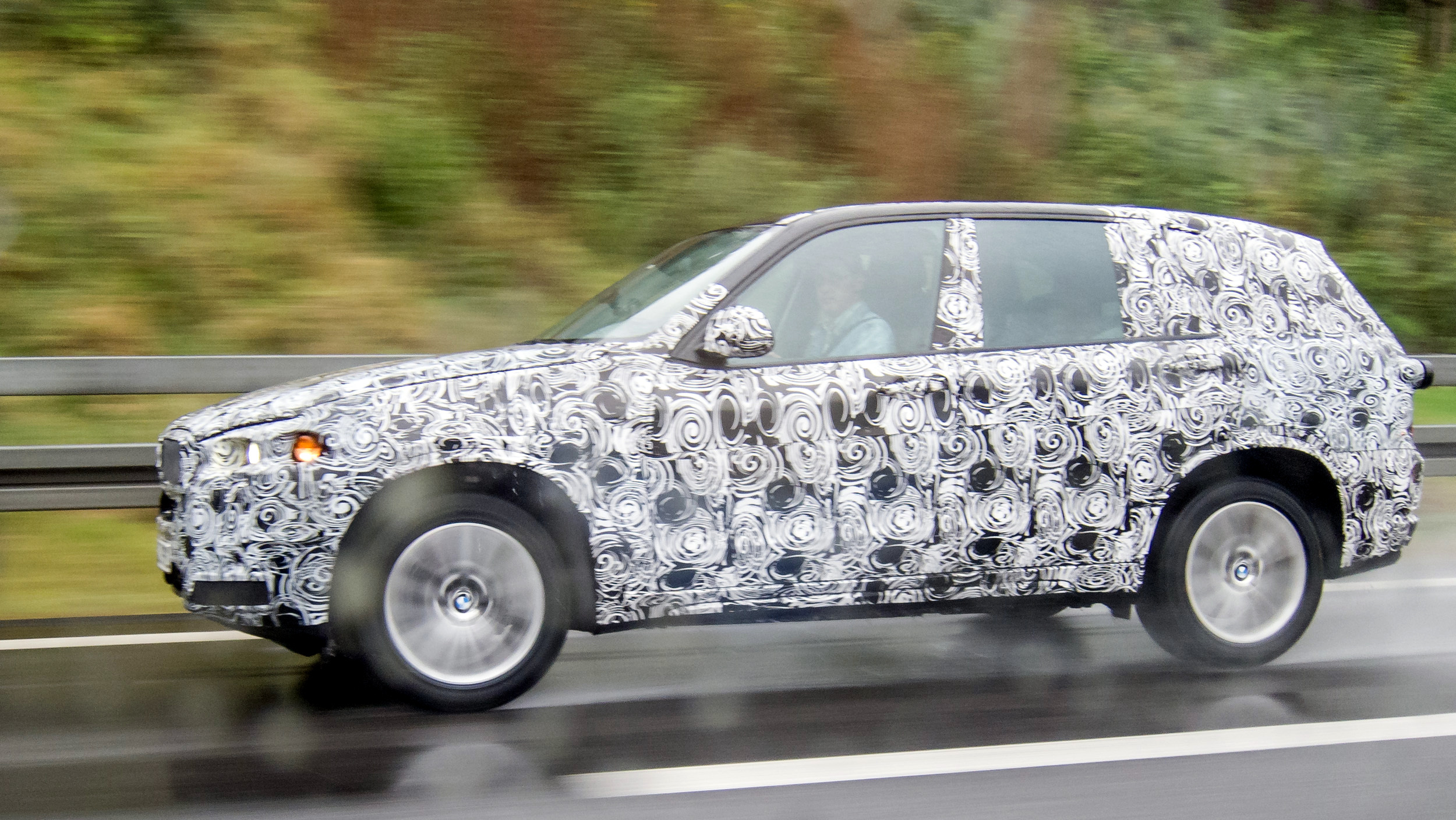
BMW X5의 테스트뮬 모습

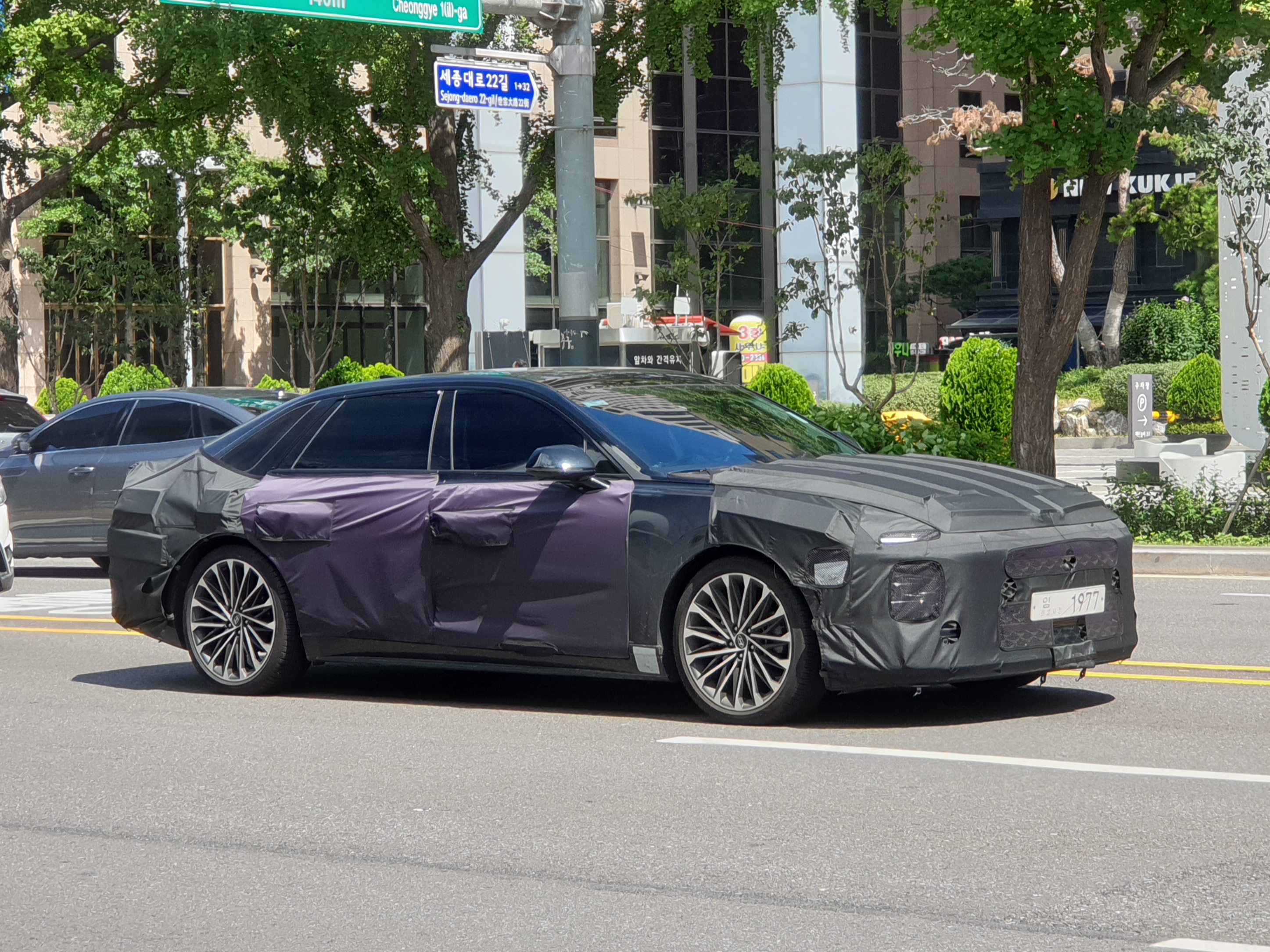
현대 디 올 뉴 그랜저의 테스트뮬 모습

자동차 산업에서 테스트뮬(test mule)은 평가가 필요한 프로토타입 부품들이 장착된 테스트베드 차량이다. 자사의 디자인을 가리기 위해 사용된다.

## 응용
테스트뮬은 자동차 제조사들이 생산 이전에 새로운 차량의 장단점을 평가해야 하기 때문에 필수적이다. 뮬은 대체로 운전 가능한 생산 이전 차량이며 현실화되기 수년 전 또는 중요 기계 부품 설계를 선행하는 컨셉트 카 이후의 것이다.